# ScTP
ScTP (ang. screened twisted pair), UTP Screened, FTP (ang. foil twisted pair) – rodzaj okablowania sieci Ethernet typu skrętka, posiadający cechy skrętki ekranowanej i nieekranowanej. ScTP to skrętka, w której przewody są dodatkowo owinięte folią. Według normy ISO/IEC 11801 wyróżnić można następujące typy skrętek foliowanych:
- pojedynczo ekranowane: U/FTP,
- całościowo ekranowane: F/UTP.